# Gate Crashers
 Der er for få eller ingen kildehenvisninger i denne artikel, hvilket er et problem. Du kan hjælpe ved at angive troværdige kilder til de påstande, som fremføres i artiklen.

Gate Crashers (også kendt som Gatecrashers) var et dansk punkband der eksisterede fra 1979 – 1981).
Bandet bestod af medlemmerne Ken Revoltaire (Kenan Seeberg – vokal), Martin Crash Accident (Martin Lind – guitar), Carsten Crewcut (Ole Nyegaard – Farfisa), Peter Durup (bas, 1979-1980), Ole Dreyer (bas, 1980-81), Torben Østergaard (trommer), Henrik Halvor (trommer, løst tilknyttet), Hans Brydegaard (trommer, løst tilknyttet) og Lene (Aleine Stern).
Henrik Halvor og Hans Brydegaard spillede trommer til de fleste af koncerterne, omend Torben Østergaard var bandets egentlige trommeslager.
Bandet spillede bl.a. til flere punkkoncerter "Concert Of The Moment", "NÅ!!80" og "Concerto de Nobrainos insanos" og jævnligt på de danske punkarnesteder Rockmaskinen, Saltlageret og Huset i Magstræde.
Gate Crashers var inspireret af bl.a. The Stranglers og The Doors.
Ét af Gate Crashers kendetegn var, at bandet ofte havde fjernsyn stående på scenen med en økse i, som de smadrede under stort postyr under sangen "TV And Radio People".
Bandet var en ret aktiv del af do-it-yourself-bevægelsen (DIY). Bandet udgav selv pladerne, arrangerede ofte selv koncerterne, designede selv plakaterne, satte dem selv op i byen (tit med ordensmagten i hælene)[kilde mangler] og udgav selv deres egne fanzines.
Sanger Kenan Seeberg var en del af grundlæggerne af pladeselskabet Irmgardz, og Ole Dreyer var bl.a. senere gennem 14 år ansat på spillestedet Rust i København, som han også var med til at starte.

## Diskografi
- Concert of the Moment – opsamling, 3LP (Irmgardz – Irmg 002)
- Concert of the Moment – MC x 2 (Irmgardz – IRMG K502)
- Spectator/Desillusioned b/w Idols – 7" single 1980 (Irmgardz – Irmgs 101)
- Bloodstains Across Denmark – opsamling, 12" LP